# مازو (مازو)
مازو (بالفارسية: مازو) هي منطقة سكنية تقع في قسم مازو الريفي، بمقاطعة أنديمشك التابعة لمحافظة خوزستان، إيران. يقدر عدد سكانها بـ 498 نسمة حسب الإحصاء السكاني الذي تمّ في عام 2006.